# ادی ساترن
ادی ساترن (انگلیسی: Eddie Southern؛ ۴ ژانویهٔ ۱۹۳۸ - ۱۷ مهٔ ۲۰۲۳) دونده اهل ایالات متحده آمریکا بود.
وی در مسابقات کشوری و بین‌المللی در مجموع برندهٔ ۲ مدال نقره شده‌ بود.